# Сочинский заказник
Сочинский заказник — государственный природный заказник федерального значения в Краснодарском крае.

## История
Сочинский заказник был создан 3 декабря 1993 года. Его целью является сохранение природных комплексов и охрана, восстановление и воспроизводство редких видов животных и растений.

## Расположение
Заказник располагается на территории Лазаревского и Адлерского административных районов города Сочи. Общая площадь заказника составляет 10 574 га.

## Флора и фауна
82 % площади заказника занимают леса. Широко распространены дуб, бук, граб, каштан, клён, липа, ильм, дикая яблоня, груша, алыча. На территории заказника произрастает 56 видов растений, которые занесены в Красные книги Российской Федерации и Краснодарского края: самшит колхидский, хмелеграб обыкновенный, инжир обыкновенный, подснежник Воронова, лилия кавказская, тюльпан Липского, арахна колхидская и др. В заказнике обитает более 74 видов млекопитающих, 222 вида птиц и 18 видов рыб.